# 阿列克西伊夫卡 (海尼切斯克區)
46°15′30″N 34°41′6″E / 46.25833°N 34.68500°E
阿列克西伊夫卡（烏克蘭語：Олексіївка）是位於烏克蘭南部的村莊，由赫爾松州海尼切斯克區的海尼切斯克市镇負責管轄。該村始建於1966年，面積20.8平方公里，海拔高度16米，2001年人口1,046，人口密度每平方公里50.4人。